# Піддатливість легень
Піддатливість легень (легеневий комплаєнс, пульмонарний комплаєнс, англ. Lung compliance, позначається від перших літер англомовного терміну як Cl — Compliance of lung) — це показник здатності легень розтягуватися та розширюватися (дистенсивність еластичної тканини). У клінічній практиці цей параметр поділяють на два різних виміри: статичну піддатливість і динамічну піддатливість. Статична піддатливість легень — це зміна об'єму при будь-якому заданому прикладеному тиску. Динамічна піддатливість легень — це піддатливість легень у будь-який момент під час реального руху повітря.
Низька піддатливість вказує на жорсткі легені (з високою еластичною віддачею) і може бути порівняна з товстою повітряною кулькою — це часто спостерігається при фіброзі. Висока піддатливість означає гнучкі легені (з низькою еластичною віддачею) і може бути порівняна з поліетиленовим пакетом — така ситуація характерна для емфіземи. Піддатливість є найвищою при середніх об'ємах легень і значно нижчою при дуже низьких або дуже високих об'ємах. Піддатливість легень демонструє явище гістерезису: тобто піддатливість під час вдиху і видиху для однакового об'єму відрізняється

## Розрахунок
Легенева піддатливість розраховується за наступним рівнянням, де ΔV — це зміна об'єму, а ΔP — зміна плеврального тиску:
{\displaystyle Compliance={\frac {\Delta V}{\Delta P}}}
Наприклад, якщо пацієнт вдихає 500 мл повітря зі спірометра, при цьому внутрішньоплевральний тиск до вдиху становить −5 см H₂O, а наприкінці вдиху — −10 см H₂O. Тоді:
{\displaystyle Compliance={\frac {\Delta V}{\Delta P}}={\frac {.5\;{\ce {L}}}{-5\;{\ce {cm\,H2O}}-(-10\;{\ce {cm\,H2O}})}}={\frac {.5\;{\ce {L}}}{5\;{\ce {cm\,H2O}}}}=0.1\;{\ce {L}}\;\times \;{\ce {cm\,H2O^{-1}}}}

### Статична піддатливість (Cstat)
Статична піддатливість легень (статичний легеневий комплаєнс, статичний пульмонарний комплаєнс, статичний комплаєнс англ. Static compliance, позначається від перших літер англомовного терміну як Cstat — Compliance static, Clst — Compliance of lung static) — це величина, що характеризує здатність легень до розтягнення і збільшення в об'ємі і відображає піддатливість легень в період відсутності потоку дихальної суміші, наприклад під час інспіраторної паузи.
Статичний комплаєнс можна розрахувати за такою формулою:
{\displaystyle C_{stat}={\frac {V_{T}}{P_{plat}-\mathrm {PEEP} }}}
де
Cstat = Статична піддатливість легень;
VT = Об'єм вдиху (англ. Tidal volume);
PEEP = Позитивний тиск кінця видиху (англ. Positive End Expiratory Pressure) ;
Pplat = Тиск плато (англ. Plateau pressure);
Тиск плато (Pplat) вимірюється наприкінці вдиху дихальної суміші з використанням маневру затримки дихання (англ. inspiratory hold maneuver). Під час цього маневру потік газів у дихальних шляхах тимчасово переривається, що позбавляє вимірювання впливу опору дихальних шляхів. Pplat ніколи не перевищує PIP (англ. Peak inspiratory pressure — максимальний тиск під час вдихання дихальної суміші) і зазвичай <10 cm H2O нижчий, ніж PIP, коли опір дихальних шляхів не збільшений.

### Динамічна піддатливість (Cdyn)
Динамічна піддатливість легень (динамічний легеневий комплаєнс, динамічний пульмонарний комплаєнс, динамічний комплаєнс англ. Dynamic compliance, позначається від перших літер англомовного терміну як Cdyn — Compliance dynamic) — це величина, що характеризує здатність легень до розтягнення і збільшення в об'ємі і відображає піддатливість легень в період потоку дихальної суміші, наприклад під час активного вдиху.
Динамічна піддатливість легень є завжди нижча або рівна показнику статичної піддатливості легень, тому що PIP − PEEP є завжди вищим Pplat − PEEP. Динамічний комплаєнс можна розрахувати за такою формулою:
{\displaystyle C_{dyn}={\frac {V_{T}}{\mathrm {PIP-PEEP} }}}
де
Cdyn = Динамічна піддатливість легень;
VT = Об'єм вдиху (англ. Tidal volume);
PIP = Піковий тиск на вдиху (англ. Peak inspiratory pressure) — максимальний тиск під час вдихання дихальної суміші);
PEEP = Позитивний тиск кінця видиху (англ. Positive End Expiratory Pressure):
Зміни опору дихальних шляхів, легеневої піддатливості чи піддатливості грудної клітки впливає на зміну динамічної піддатливості легень.

### Розмірність і фізичні аналоги
Розмірність піддатливості у респіраторній фізіології не відповідає розмірності піддатливості у фізичних застосуваннях. У фізіології:{\displaystyle [C_{\text{pulmonary}}]={\frac {[\Delta V]}{[\Delta P]}}={\frac {L^{3}}{ML^{-1}T^{-2}}}={\frac {L^{4}T^{2}}{M}},}
тоді як у ньютонівській фізиці піддатливість визначається як обернена величина до константи пружної жорсткості k,{\displaystyle [C_{\text{physics}}]={\frac {1}{[k]}}={\frac {[\delta x]}{[F]}}={\frac {L}{MLT^{-2}}}={\frac {T^{2}}{M}}.}
Легенева піддатливість є аналогічною ємності.

## Клінічне значення
Піддатливість легень є важливим показником у респіраторній фізіології.
Знижена піддатливість легені характеризується як «жорстка легеня» (з підвищеним еластичним опором, характерний при таких станах, як фіброз легень).
Підвищена піддатливість легені характеризується як «піддатлива легеня» (зі зниженою еластичною здатністю, характерною при емфіземі легень).
Таким чином, визначення піддатливості легені демонструє, що піддатливість має різні показники при вдиху і видиху за ідентичного об'єму.
Фактори, які впливають на легеневий комплаєнс:
1. Об'єм легені.
2. Еластичність легені — колагенові і еластинові волокна.
3. Поверхневий натяг альвеол (сурфактант знижує поверхневий натяг).

Сурфактант легень підвищує піддатливість, знижуючи поверхневий натяг води. Внутрішня поверхня альвеоли вкрита тонким шаром рідини. Вода в цій рідині має високий поверхневий натяг і створює силу, яка може спричинити спадання альвеоли. Наявність сурфактанту в цій рідині руйнує поверхневий натяг води, зменшуючи ймовірність того, що альвеола спаде всередину. Якщо альвеола все ж спаде, для її відкриття буде потрібна велика сила, що означає різке зниження піддатливості. Об'єм легень при будь-якому заданому тиску під час вдиху менший, ніж об'єм легень при такому ж тиску під час видиху, і це явище називається гістерезисом.

## Функціональне значення аномально високої або низької піддатливості
Низька піддатливість свідчить про жорсткі легені й означає, що для вдиху нормального об'єму повітря потрібна додаткова робота. Це трапляється, коли легені стають фіброзними, втрачають свою розтяжність і стають більш жорсткими.
У випадку дуже високої піддатливості, як при емфіземі, еластична тканина ушкоджується ферментами. Ці ферменти виділяються лейкоцитами у відповідь на різноманітні вдихувані подразники, такі як тютюновий дим. Пацієнти з емфіземою мають дуже високу піддатливість легень через низьку еластичну віддачу. Вони відчувають значні труднощі з видихом повітря. У цьому стані для видиху потрібна додаткова робота. Крім того, пацієнти часто мають труднощі і з вдихом, оскільки висока піддатливість легень призводить до численних ателектазів, що ускладнює розправлення легень. Піддатливість також підвищується з віком.
Як піковий інспіраторний тиск, так і плато-тиск зростають при збільшенні еластичного опору або зниженні легеневої піддатливості (наприклад, під час абдомінальної інсуфляції, асциту, внутрішньолегеневих захворювань, ожиріння, набряку легень, напруженого пневмотораксу). З іншого боку, лише піковий інспіраторний тиск зростає (плато-тиск не змінюється) при збільшенні опору дихальних шляхів (наприклад, при їх компресії, бронхоспазмі, слизовій пробці, перегині трубки, наявності секрету чи стороннього тіла).
Піддатливість знижується у таких випадках:
- Положення лежачи на спині

- Лапароскопічні хірургічні втручання
- Важкі рестриктивні патології
- Хронічні рестриктивні патології
- Гідроторакс
- Пневмоторакс
- Високе стояння діафрагми
- Гострі напади астми, при яких, з невідомих причин, також може спостерігатися підвищення піддатливості[6]